# .gp
.gp is het achtervoegsel van Guadeloupese domeinnamen. Het wordt eveneens nog gebruikt voor Frans Sint-Maarten en Saint-Barthélemy, voormalige gebiedsdelen van Guadeloupe die nu een zelfstandige status hebben verkregen. Greenpeace is ook een gebruiker van het .gp-achtervoegsel.
Inschrijvingen op domeinen van het tweede niveau .com.gp, .net.gp, .mobi.gp, .edu.gp, .asso.gp of .org.gp worden rechtstreeks aanvaard. Getallen van twee cijfers worden eveneens aanvaard ter registratie.